# Schubert-Lauch
Der Schubert-Lauch (Allium schubertii), auch Igelkolben-Lauch und Schuberts Lauch genannt, ist eine Pflanzenart aus der Gattung Lauch (Allium) in der Unterfamilie der Lauchgewächse (Allioideae) innerhalb der Pflanzenfamilie der Amaryllisgewächse (Amaryllidaceae). Er ist in Libyen und im östlichen Mittelmeerraum verbreitet und wird selten als Zierpflanze verwendet.

## Beschreibung

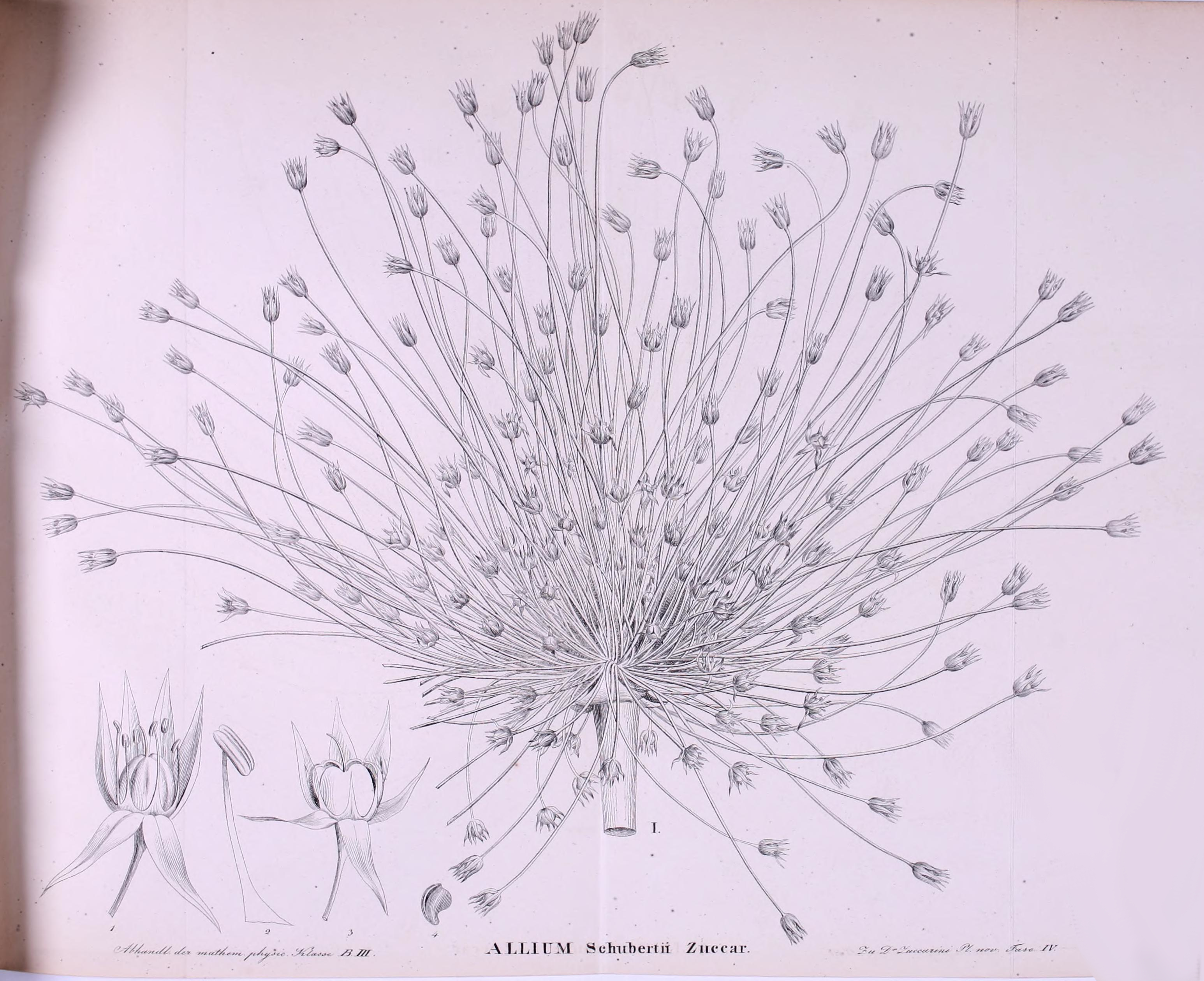
Illustration in der Erstveröffentlichung

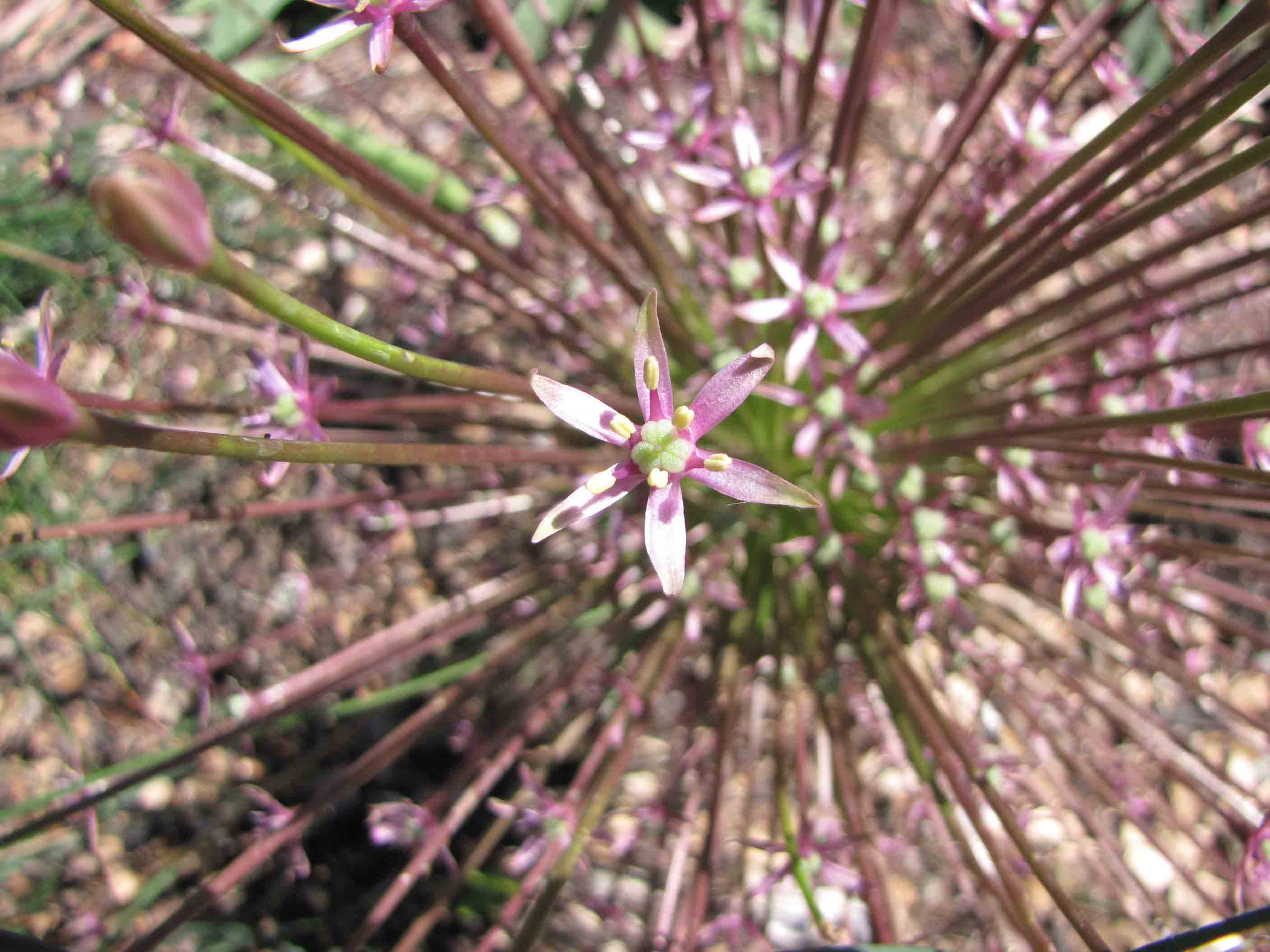
Einzelblüten im Blütenstand

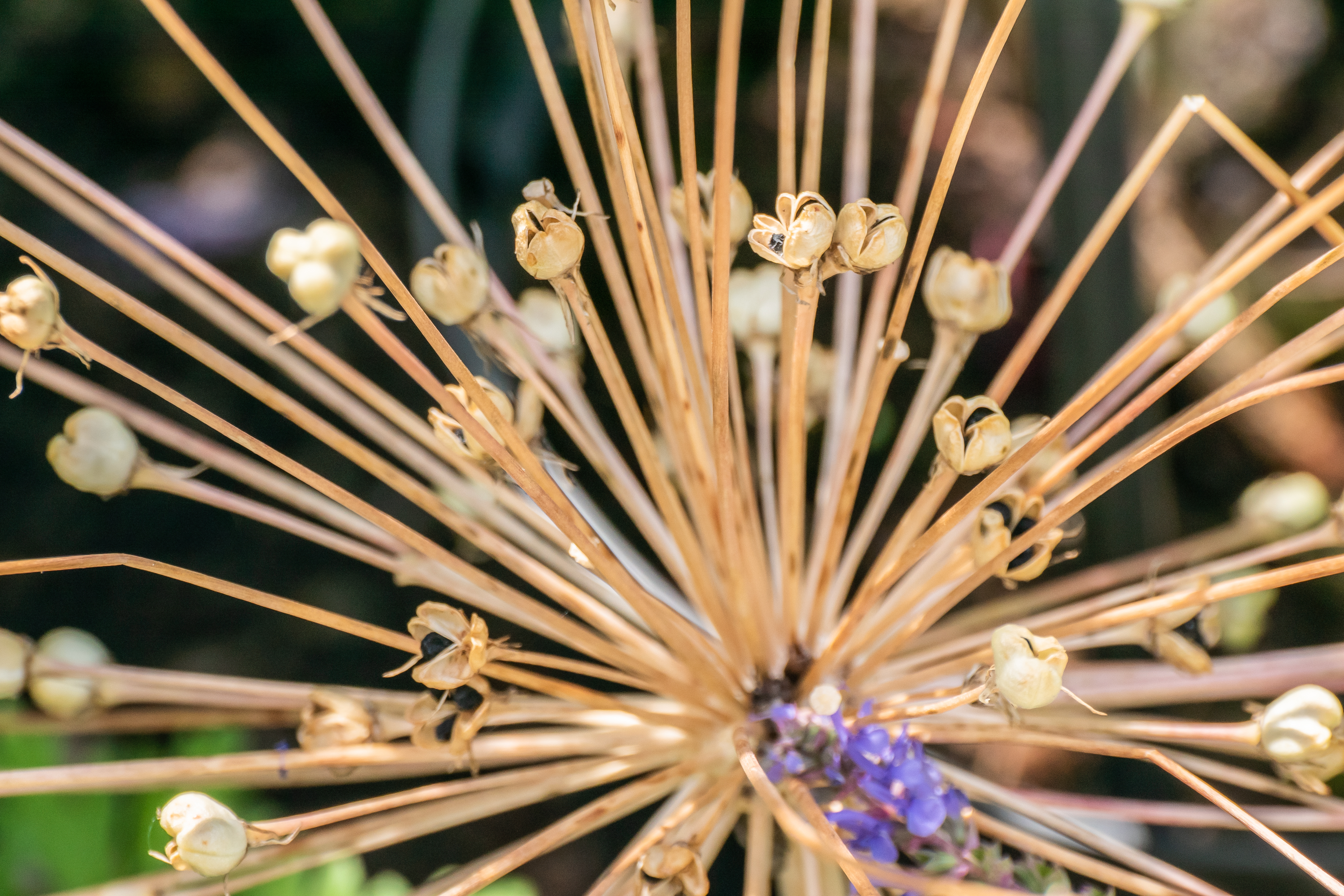
Reifer Fruchtstand

### Vegetative Merkmale
Der Schubert-Lauch ist eine ausdauernde krautige Pflanze, die Wuchshöhen von 30 bis 60 Zentimeter erreicht. Die rundliche bis eiförmige Zwiebel hat braune, lederartige äußere Hüllen. Die 4 bis 8 grundständigen Laubblätter sind bei einer Länge von 30 bis 60 Zentimetern und einer Breite von etwa 6 Zentimetern breit riemenförmig bis länglich, wellig und kahl mit winzigen Zähnen am Blattrand. Die Laubblätter verwelken meist schon zur Blütezeit.

### Generative Merkmale
Die Blütezeit reicht von Mai bis Juni. Der aufrechte bis überhängende, hohle Blütenstandsschaft ist 30 bis 60 Zentimeter lang, der doldige Blütenstand eine luftige Kugel von 30 Zentimeter Durchmesser mit 50 oder mehr Einzelblüten. Die Doldenhülle teilt sich in 2 oder 3 Klappen. Die purpurfarbenen Blütenstiele sind deutlich ungleich lang, sie variieren in der Länge von 4 bis über 20 Zentimeter, die längsten sind mindestens dreimal so lang wie die kürzesten.
Die zwittrigen, sternförmigen Blüten sind weißlich, rosa bis hellviolett. Der Blütenstand enthält sowohl sterile als auch fruchtbare Blüten, wobei die sterilen meist an längeren Stielen stehen. Die violetten Staubblätter mit gelblichen Staubbeuteln sind kürzer als die Blütenhüllblätter. Der Blütenstand wird im Abblühen mehr oder weniger hart. Zur Fruchtzeit stirbt der untere Teil des Stängels ab und bricht manchmal, so dass der ganze Fruchtstand als Steppenroller vom Wind über den Boden geweht wird und sich die Samen verteilen.

### Chromosomensatz
Die Chromosomengrundzahl beträgt x = 8; es tritt Diploidie mit einer Chromosomenzahl von 2n = 16 auf.

## Vorkommen und Gefährdung
Der Schubert-Lauch ist im libyschen Mittelmeergebiet, in Israel und Jordanien, Palästina, Syrien, im Libanon und in der südlichen Türkei verbreitet und besiedelt mediterrane Halbsteppengebüsche, Ödland und Felder in Höhenlagen von 200 bis 2800 Metern auf Schwemmland- und Terra-Rossa-Böden. Der Schubert-Lauch wird auf der weltweiten Roten Liste der IUCN als „stark gefährdet“ (endangered) geführt. Die Gründe für den rapiden Rückgang der natürlichen Vorkommen liegen in der Lebensraumzerstörung durch intensive Landwirtschaft.

## Systematik
Die Erstveröffentlichung von Allium schubertii erfolgte 1843 durch Joseph Gerhard Zuccarini in Abhandlungen der Mathematisch-Physikalischen Classe der Königlich Bayerischen Akademie der Wissenschaften, Band 3, S. 234. Das Artepithetum schubertii ehrt den deutschen Arzt und Naturforscher Gotthilf Heinrich von Schubert. Die Art gehört zur Sektion Kaloprason C.Koch innerhalb der Untergattung Melanocrommyum (Webb & Berth.) Rouy in der Gattung Allium L.

## Verwendung
Der Schubert-Lauch ist spätestens seit Ende des 19. Jahrhunderts als Zierpflanze in Kultur. In kleinen Gruppen gepflanzt lässt er sich gut in vegetationsarme Felslandschaften und Steingärten integrieren. Die Fernwirkung ist gering und zwischen höheren Pflanzen kommt der Schubert-Lauch nicht gut zur Geltung, zumal die Blütenstände oft auf dem Boden aufliegen. Sein bizarres Aussehen wird am besten in einem Teppich aus niedrigen, bodendeckenden Stauden und Ziergräsern zur Geltung gebracht. Der Schubert-Lauch eignet sich als Schnittblume für Trockensträuße.
Als Standort eignen sich sonnige, warme Lagen auf durchlässigen, basenreichen, humusarmen und mäßig nährstoffreichen Böden. Auf armen Sandböden sollte der Schubert-Lauch zum Blattaustrieb leicht gedüngt werden. Die Pflanze gilt als winterhart bis −28 °C (Zone 5), ist aber bei Winternässe frostempfindlich und benötigt einen Winterschutz. Die Kultur gelingt am besten im Kalthaus oder Alpinhaus. Die Sorte ‘Arctic Snow’ hat weiße Blüten und versamt sich sortenecht.